# Виннея
Виннея (лат. Wynnea) — род сумчатых грибов семейства Саркосцифовые (Sarcoscyphaceae) порядка Пецицевые (Pezizales).

## Таксономия
Род Виннея был впервые описан британским учёным Майлзом Джозефом Беркли в 1866 году для того, чтобы классифицировать два вида Wynnea gigantea и Peziza macrotis. Первый вид был найден около Орисабы (Мексика) и описан Беркли в 1851 году. В течение нескольких десятилетий не было найдено других винней и род был даже на какое-то время включён в род Мидотис в качестве синонима. В 1905 году Роланд Тэкстер описал новый вид Виннея американская, которая была найдена в Теннесси.

## Описание
Плодовое тело гриба, называемое апотецией, — толстое, с плотной твёрдой мякотью, которая становится кожистой при высыхании. Грибы прямостоящие, напоминающие по форме заячье ухо, образуют группы, которые могут быть как небольшие, так и многочисленные, растущие из общей ножки, появляющейся из подземного мицелия.

## Среда обитания и распространение
Растёт на поверхности почвы.
Грибы рода Виннея встречаются по всему миру. В США в штатах Теннеси, Нью-Йорк, Западная Виргиния, Северная Каролина, Огайо и Пенсильвания. Виннеи также произрастают в Коста-Рике и Индии. В Китае в провинции Гуйчжоу найдены W. macrospora and W. sinensis.

## Виды
Существует 8 видов винней:
- W. americana
- W. frominda
- W. gigantea
- W. intermedia
- W. macrospora
- W. mactrotis
- W. sinensis
- W. sparassoides